# Данилович Іван Миколай
Іван-Микола з Журова Данилович, або Ян Миколай Данилович гербу Сас (близько 1600 — 6 січня 1650, Варшава) — польський магнат (руського походження), політичний та військовий діяч Речі Посполитої (Республіки Обох Націй).

## Життєпис
Походив із впливового роду Даниловичів. Син Миколи Даниловича та його дружини Гелени Уханської (зі Служева).
Отримав домашню освіту. Початкову освіту здобув удома, продовжив її в німецьких католицьких університетах: 1619 року разом з братом Петром у Льовені (університет Лованіум), 1623/26 — разом з братом Франциском у Діллінґені. У цей час мав власну кухню, педагогів. Батько видав для виховання синів спеціяльну інструкцію. Замолоду навчався військовій справі. Досить швидко, за сприянням батька, став холмським старостою (1617). Брав участь у боях коронної армії проти турків під Цецорою 1620 року і Хотином 1621-го. Мав гусарську роту зі 150-ти кіннотників. Неодноразово його обирали послом до Сейму. Часто за власні кошти виставляв жовнірів для військових потреб. 1620 року став підстолієм коронним. 1624 року отримав: річну пенсію 2000 флоринів; поселення Росток, Дипультичі, Молодоцин (разом потім становитимуть Ростоцьке староство). В 1626 році був депутатом Коронного трибуналу в Радомі. Кілька разів Вишенський сеймик обирав його послом на Вальний сейм. В 1627 році став підскарбієм надвірним коронним; відзначався енергійною службою, особливо під час війни з Московією та приготувань до війни зі Швецією.
У 1632 році після смерті короля Сигізмунда ІІІ Вази (паралізований король 28 квітня 1632 призначив його великим коронним підскарбієм, був ним до 1649 року) підтримав грошима претендента на корону Владислава — майбутнього короля Владислава IV. Під час перебування на цій посаді майже постійно знаходився у власному палаці (Варшава). Володів більше, ніж 10 староствами. З 1636 до 1643 року призначався старостою холмським, ростоцьким, перемишльським (1631), кольським, самбірським (1632), червоногродським (з 1632, у 1637 році передав його своєму братові Франциску), дрогобицьким (1632), блонським (консенс короля від 1634, від попередника Щавінського), ратненським (1636), долинським (1645), корсунським (1636), чигиринським (1636). У 1640/42 роках був жупником краківським.
Часто хворів; змучений хворобами, помер 6 січня 1650 року у Варшаві.

## Власність, фундації

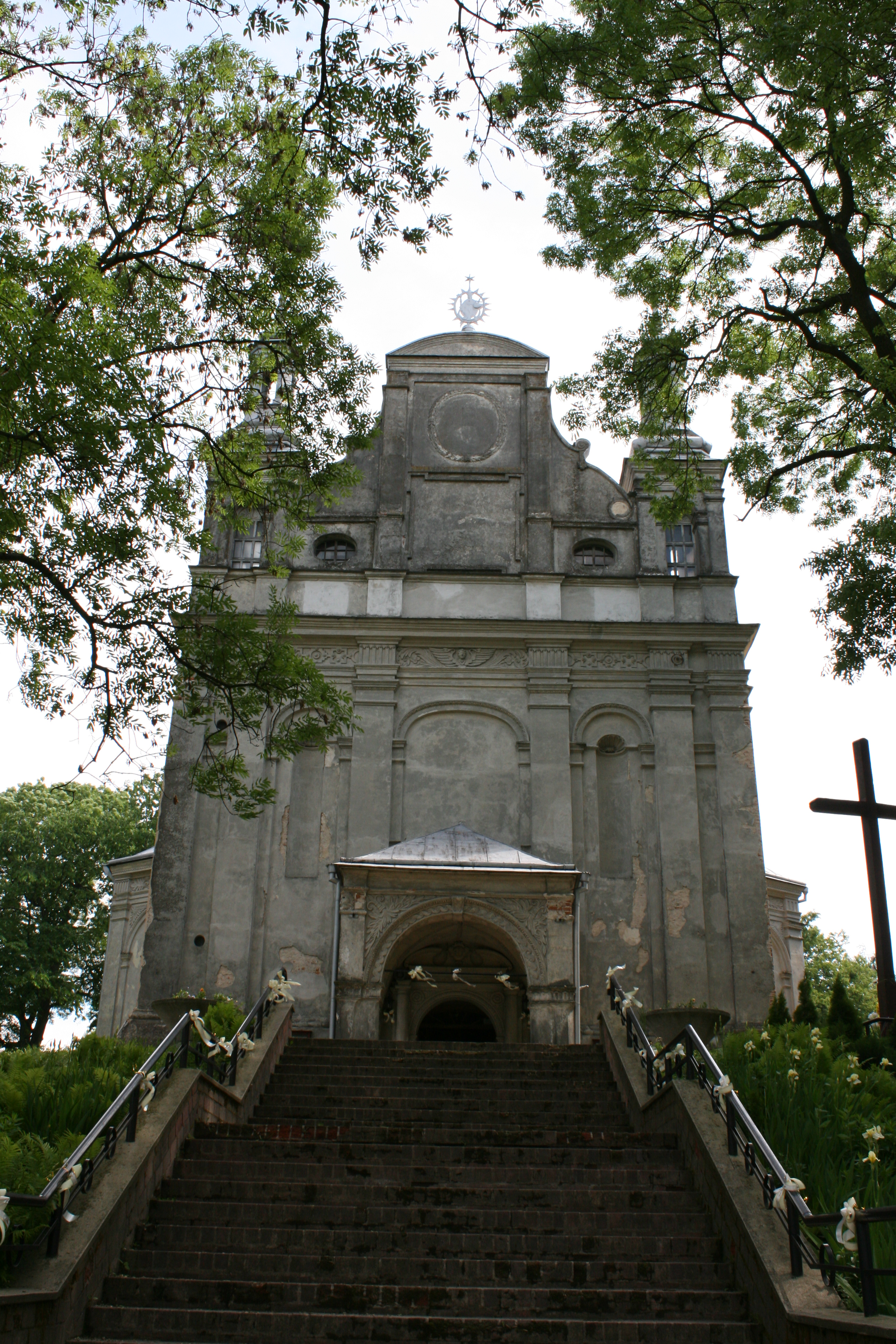
Костел, Ухані

Був одним із найбагатших магнатів країни того часу, міг позичати гроші королю з власної скарбниці. Відзначався побожністю, значну частину доходів віддавав для потреб костелу, зокрема, як батько, опікувався єзуїтами. Сприяв перебудові костелу в дідичних Уханях. Був фундатором монастиря (кляштору) кармелітів босих у Любліні, в якому, правдоподібно, був похований.

## Родина
Першою дружиною з 1625 року у І. М. Даниловича була Ельжбета з Бніна Опалінська, з нею розлучився у 1633 році. Вдруге одружився в 1638 році — із Зофією Тенчинською, донькою люблінського воєводи Ґабріеля Тенчинського. Бездітний І.-М. Данилович був опікуном дітей своїх братів Станіслава і Петра.